# Ilha Denis

A Ilha Denis é a segunda mais setentrional ilha das Seicheles. Fica 100 km a norte de Mahé. Tem 1,31 km² de área e deve o seu nome a Denis de Trobriand, explorador francês que as visitou em 1773. A ilha Denis tem uma estância privada turística com 25 chalés.